# Семінарська вулиця (Одеса)
Семіна́рська ву́лиця — вулиця в історичному центрі міста Одеса, від Середньофонтанської вулиці до Французького бульвару.

## Історія

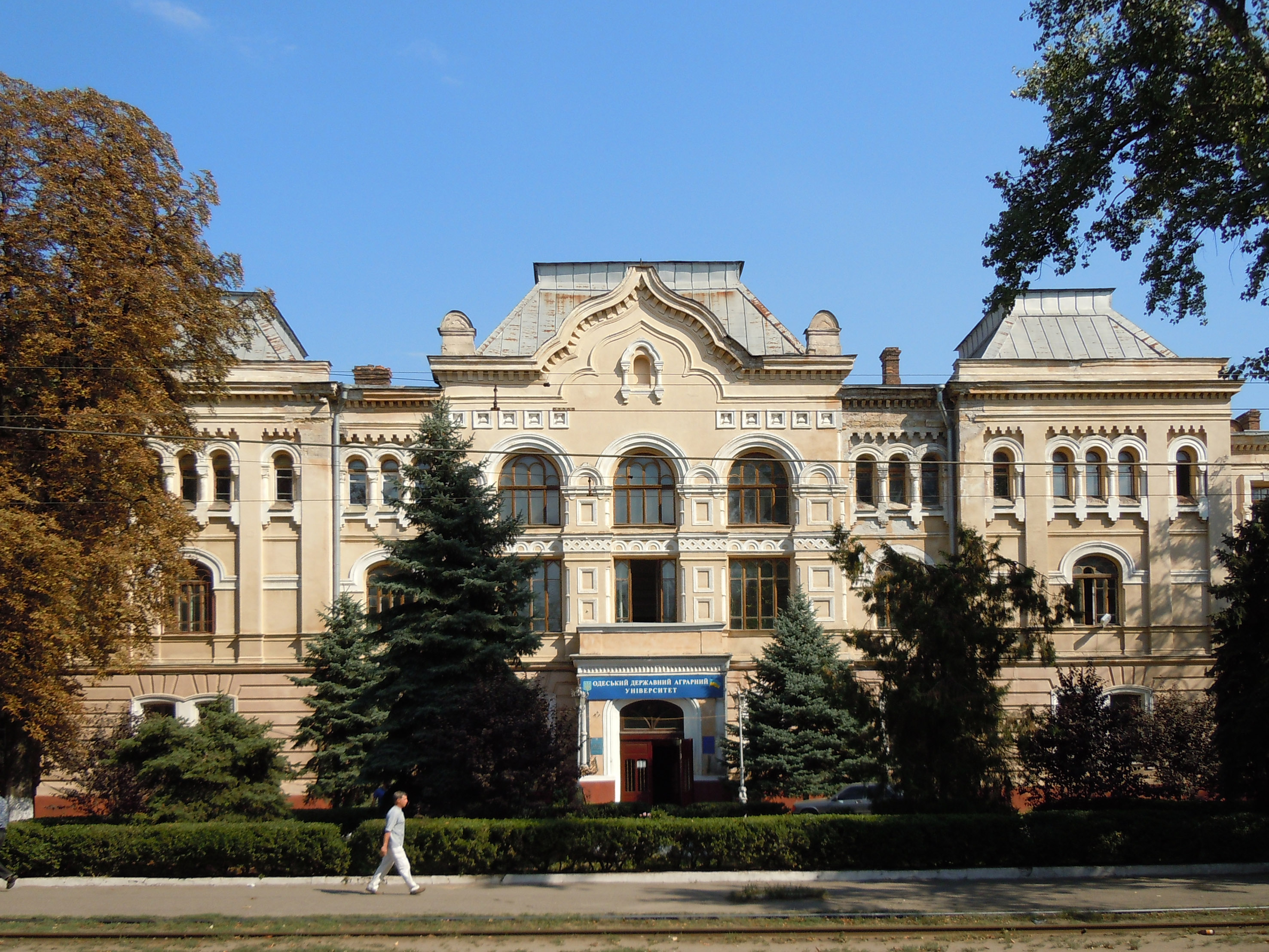
Будівля колишньої Одеської духовної семінарії, нині Одеський державний аграрний університет

Історична назва вулиці міста походить від Одеської духовної семінарії, ділянку під забудову будинку якій на розі з Канатною вулицею було відведено в 1899 р. Сьогодні там розташований Одеський державний аграрний університет. Будівлі семінарії було закінчено в 1902 році, тоді ж Міська дума влаштувала масштабне перейменування і зміну нумерації, у рамках даної ініціативи вулиця отримала назву Семінарська. У часи створення вулиця починалася від Канатної вулиці і закінчувалася Французьким бульваром.
З приходом радянської влади в колишній будівлі Семінарії розмістився Сільськогосподарський інститут, а в 1933 році вулиця була перейменована в Сільськогосподарську. У 1954 році до вулиці було приєднано Саперний провулок, який починався від Середньофонтанської вулиці і закінчувався Канатною вулицею.
З 1964 до 1995 року — вулиця Гамарника, після чого вулиці була повернена назва Семінарська, геометрія залишилась у межах післявоєнних часів.